# Contea di Floyd (Texas)
La contea di Floyd (in inglese Floyd County) è una contea dello Stato del Texas, negli Stati Uniti. La popolazione al censimento del 2010 era di 6 446 abitanti. Il capoluogo di contea è Floydada. La contea è stata creata nel 1876 e organizzata nel 1890. Il suo nome deriva da Dolphin Ward Floyd, morto durante il suo 32º compleanno, il 6 marzo 1836 durante la missione coloniale spagnola Alamo.
Il repubblicano Drew Springer, Jr., un uomo d'affari di Muenster (Contea di Cooke), rappresenta dal gennaio 2013 Floyd County nella Camera dei Rappresentanti del Texas.

## Geografia fisica
| Anno | Popolazione | ±%        |
| ---- | ----------- | --------- |
| 1880 | 3           |           |
| 1890 | 529         | 17.533,3% |
| 1900 | 2.020       | 281,9%    |
| 1910 | 4.638       | 129,6%    |
| 1920 | 9.758       | 110,4%    |
| 1930 | 12.409      | 27,2%     |
| 1940 | 10.659      | −14,1%    |
| 1950 | 10.535      | −1,2%     |
| 1960 | 12.369      | 17,4%     |
| 1970 | 11.044      | −10,7%    |
| 1980 | 9.834       | −11,0%    |
| 1990 | 8.497       | −13,6%    |
| 2000 | 7.771       | −8,5%     |
| 2010 | 6.446       | −17,1%    |

Secondo l'Ufficio del censimento degli Stati Uniti d'America la contea ha un'area totale di 993 miglia quadrate (2570 km²), di cui 992 miglia quadrate (2569 km²) sono terra, mentre 0,4 miglia quadrate (1,0 km², corrispondenti allo 0,04% del territorio) sono costituiti dall'acqua.

### Strade principali
- U.S. Highway 62
- U.S. Highway 70
- State Highway 207

### Contee adiacenti
- Briscoe County (nord)
- Motley County (est)
- Crosby County (sud)
- Hale County (ovest)
- Swisher County (nord-ovest)
- Lubbock County (sud-ovest)
- Dickens County (sud-est)